# Одинцово (Дмитровский район)
Одинцово (посёлок ДЗСМ) — бывшая деревня в Дмитровском районе Московской области, в конце прошлого века в ходе индустрилизации и расширения города включённая в состав Дмитрова. Сейчас носит название улицы Одинцово, на которой располагается частный жилой сектор.
Имеется одноименная автобусная остановка.

## Расположение
Ближайшие населённые пункты — село Борисово на востоке, деревня Митькино на северо-востоке и деревня Иванцево на юге. Промзона Дмитрова располагается на севере.
Возле Одинцово протекают речки Хамиловка и речка Березовец, которая образует Борисовские пруды.
Деревня расположена на юго-востоке города, возле бывшего посёлка завода железобетонных конструкций и между песчаными карьерами. Карьер «Метрострой» находится между Одинцово и Борисово.

## История

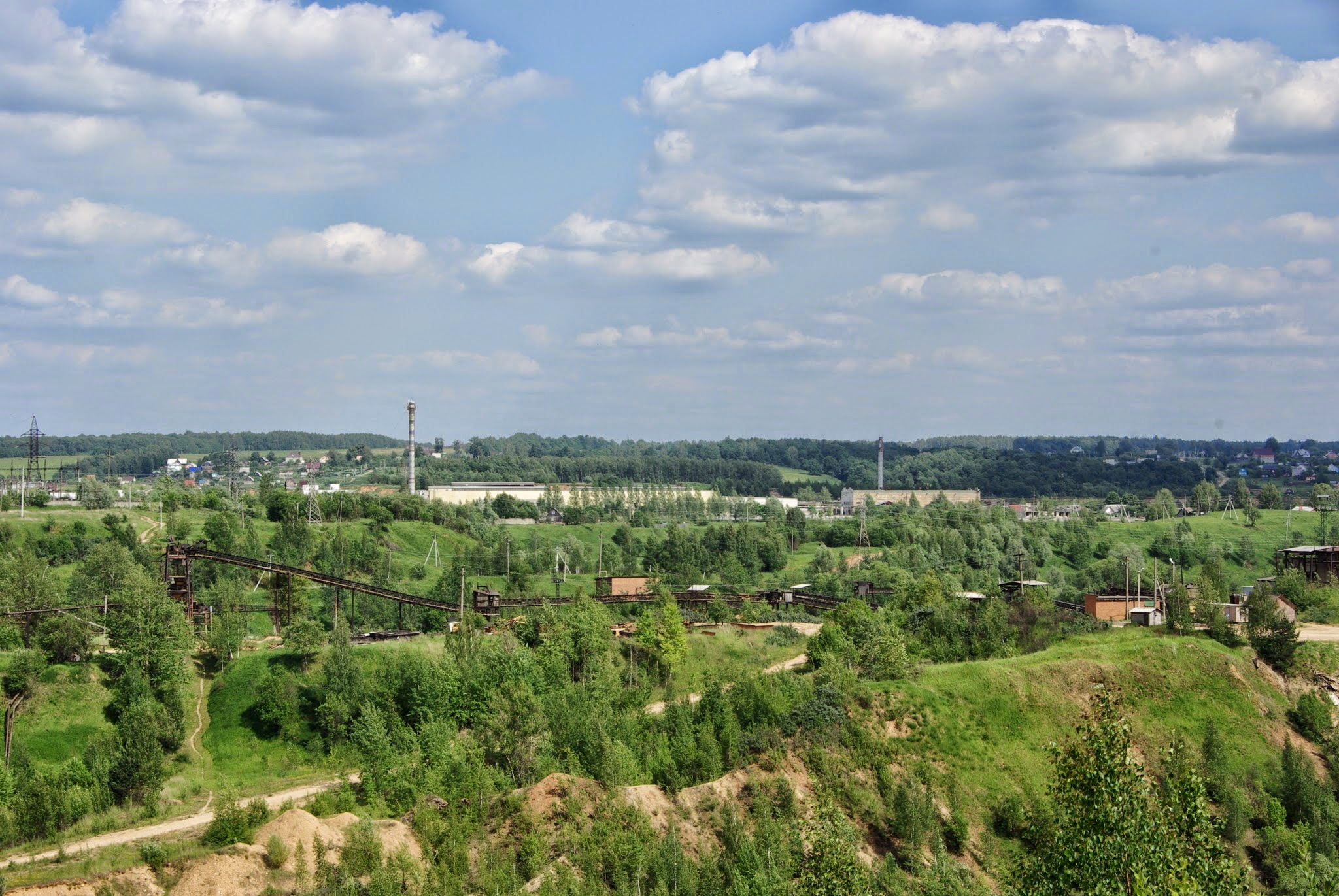
Сортировочный элеватор песчаной смеси возле Одинцово

Деревня Одинцово упоминается в Писцовом описании 1627/29 года. Далее меняет название на Меленки, вероятно, по желанию владельца.
В 1751 году Меленки фигурируют в Исповедной ведомости (4 двора, 19 человек).
В 1782 году сельцо Одинцово принадлежит коллежскому архивариусу Д. Г. Чурашеву (6 дворов).
В XIX веке в деревне Одинцово и селе Борисово работают небольшие кирпичные заводы, глину берут рядом.
Одинцово указано на плане генерального межевания (ПГМ) Дмитровского уезда Московской Губернии 1778—1796 годов.
В 1851 году земли Одинцово соединяют с землями сельца Шпилёво в имении помещика Савёлова К. П..
В 1930-е годы входит в состав Митькинского сельсовета. В 1950-е входит в сельскохозяйственную артель «Объединённая Сила» (центр — деревня Митькино).

### Поселок ДЗСМ
В годы строительства канала имени Москвы была разведана местность под добычу песка, гравия и других нерудных материалов. После расформирования Дмитлага из него был выделен Гравийно-песчаный завод № 24. В дальнейшем, на его базе было сформировано несколько предприятий по добыче и выпуску строительных материалов и изделий. В т.ч. и завод МЖБК, вокруг которого вырос посёлок завода железобетонных конструкций.
В 1950—1960-е годы активные разработки по добыче строительного сырья заводом МЖБК (Гравийно-песчаный завод № 24 был присоединён к нему) для себя и для Дмитровского домостроительного комбината, Дмитровского завода строительных материалов (ДЗСМ). Одинцово получает название посёлок ДЗСМ.
В результате промышленной добычи сырья деревня оказалась близко к границе промзоны Дмитрова и была присоединена. Территория посёлка вошла в юго-восточную промзону, а Одинцово стало частным сектором города.
Сейчас через крупный песчаный карьер «Метрострой» на востоке располагается сортировочный элеватор предприятия, добывающего строительное сырьё.